# František Brábek
František Brábek (9. prosince 1848 Branovice u Týna nad Vltavou – 23. května 1926 Praha), v maďarských zdrojích uváděný jako Brábek Ferenc, byl český překladatel z maďarštiny a vysokoškolský pedagog. Vyučoval maďarský jazyk na pražské univerzitě a technice. Překládal literární díla včetně několika divadelních her. Publikoval učebnice a reportáže z cest. Přispíval cestopisnými, vlastivědnými, historickými a přírodovědnými články do časopisů. Byl autorem řady hesel v Riegrově a Ottově slovníku naučném. Usiloval o česko-maďarské kulturní sblížení.

## Život
Narodil se 9. prosince 1848 na statku Branovice u Týna nad Vltavou v rodině úředníka. Roku 1855 se s rodiči přestěhoval do uherské obce Szerencs u Tokaje. V nedalekém Miskolci začal navštěvovat gymnázium.
Roku 1862 se rodina vrátila zpět do Čech. Dokončil zde gymnazijní studia (v Praze a Táboře) a po maturitě roku 1869 uskutečnil s přítelem Václavem Kounicem cestu do Uher. (Zážitky pak popsal roku 1872 na pokračování v časopise Světozor, zpočátku pod pseudonymem Feri Branovický, a o rok později v knize Procházky po Uhrách.)
V letech 1869-71 studoval přírodní vědy na pražské filosofické fakultě. Poté nastoupil do zaměstnání jako sekretář redakce Riegrova Slovníku naučného. Navázal zde kontakty s řadou veřejně činných osobností, které přinášely do redakce své příspěvky. Jednal i s novináři z Národních listů, jako byli Jan Neruda, Karel Sladkovský, Julius Grégr aj. Největší vliv na něj měl Neruda, který ho uvedl do uměleckých kruhů. Účastnil se také pravidelných setkání novinářů, spisovatelů, herců a skladatelů v kavárně „U Ježíška“. Postupně se stal externím spolupracovníkem většiny pražských časopisů a členem literární skupiny lumírovců.
Roku 1874 byl jmenován „přísežným translátorem“ maďarského jazyka pro obvod zemského soudu v Praze. O rok později byl přijat jako lektor maďarštiny na pražské technice. Od roku 1883 vyučoval rovněž na pražské univerzitě.
Byl veřejně známý, účastnil se činnosti spolků. Například roku 1871 byl zvolen jedním z jednatelů Umělecké besedy pro venkov. Roku 1877 se stal členem přírodovědeckého klubu. V červenci 1885 doprovázel výpravu 1400 Čechů na výstavu v Pešti, přičemž tlumočil a vedl všechna jednání s maďarskými představiteli. Roku 1907 byl jmenován zpravodajem odboru orientálního v Národní radě české.
Během první světové války se na něj obracela řada lidí s prosbou o překlad poznámek, zapsaných na obálkách nedoručitelných dopisů zraněným vojákům do uherských nemocnic. Prostřednictvím tisku je ujistil, že výraz „Tóth“, který tam někdy nacházeli, neznamená totéž co německé „tot“, ale jedná se o časté maďarské příjmení. Uvedl také překlad několika výrazů, kterými maďarská pošta obvykle zdůvodňovala nedoručitelnost zásilky.
Pracoval také jako ředitel pomocných úřadů zemské správy politické.
Zemřel 23. května 1926 v podolském sanatoriu, pohřben byl na Olšanech.

## Dílo
František Brábek seznamoval české čtenáře se životem v Uhrách a tvorbou předních maďarských spisovatelů. Byl známý jako překladatel literárních děl, zejména divadelních her, z maďarštiny. Řadil se k lumírovcům a na některých překladech spolupracoval s Jaroslavem Vrchlickým. Publikoval také jazykovědné příručky a cestopisy. Přispíval do Ottova a Riegrova slovníku naučného, především hesly týkajícími se Uherska a Maďarů. Řadu článků uveřejnil v časopisech. Zabýval se ale také přírodními vědami a překládal z francouzštiny.
Samostatně vyšly:
- Procházky po Uhrách (1874), reportáž z prázdninového cestování r. 1869[6]
- Mluvnice jazyka maďarského (1875 s řadou reedic)
- Maďarsko-český příruční slovník (1910 s reedicemi)
- Francia nyelvtan és olvasókönyv (mluvnice a čítanka francouzštiny pro Maďary; spolupracovali František Pover a František Vojtíšek, 1922)
- Česko-maďarská terminologie úřední (1922)

Překlady z maďarštiny:
- Sándor Petőfi: Básně Aleksandra Petöfiho (1871, s Karlem Tůmou). Jan Neruda ocenil vydání této knihy ve fejetonu.[15]
- Jenő Rákosi: Aesop, veselohra v pěti jednáních (1873, s Jaroslavem Vrchlickým)
- Mór Jókai: Zlatý muž (1875)
- Mór Jókai: Komedianti života (1878)
- Mór Jókai: Emerich Fortunát : denník starého pána z roku 1522 (1881)
- József Eötvös: Vesnický notář (1885)
- Kálmán Mikszáth: Slavná župa (1886)
- Gergely Csiky: Proletáři : drama o čtyřech jednáních (1889)
- Imre Madách: Tragedie člověka (1893, s Jaroslavem Vrchlickým). Uvedení tohoto dramatu v Národním divadle mělo velký ohlas a stalo se významnou událostí v nepříliš bohatých česko-maďarských divadelních kontaktech.[16]
- Mór Jókai: Cikánský baron (1894)
- János Arany: Budova smrt : hunská pověsť (1897, s Jaroslavem Vrchlickým)
- Viktor Rákosy: Stěhovali se do měsíce. Hlas národa 8, 1893, 202, příl. Nedělní listy, s. 1-2, 23.7.
- Mór Jókai: Pomsti se po smrti. Hlas národa 8, 1893, 230, příl. Nedělní listy, s. 1, 20.8.

Překlad z francouzštiny:
- Jules Verne: Tajemný ostrov (1878)

Přispíval do Riegrova a Ottova slovníku naučného, v obou případech pod značkou Bbk. V prvním z nich uveřejnil i několik hesel s přírodovědnou tematikou, např. o brochantitu.
Napsal rovněž řadu článků v novinách a časopisech, například:
- O pokrocích v oboru věd přírodních za posledního dvacetiletí v Uhrách (Vesmír 1878)[20]
- Komenský ve styku se živlem maďarským (Národní listy 1879)[21]
- Moře (Světozor 1879)[22]
- Království za knihu (Paleček 1882) — humorná příhoda, kterou (údajně) vyprávěl uherský premiér Kálmán Tisza[23]

## Význam a ocenění
Brábek se snažil o kulturní sbližování Čechů s Maďary. Věřil, že tím napomůže sblížení obou národů, což ve svém důsledku pomůže i v oblasti hospodářské a politické.
Roku 1908 byl spolu s Jaroslavem Vrchlickým jmenován čestným členem Petőfiho společnosti. Stal se rovněž členem Kisfaludyho společnosti.

## Rodina
15. října 1877 se v kostele sv. Vojtěcha na Novém Městě oženil s Marií Kaurovou (1848–1906), dcerou architekta Jana Kaury (1820–1874).
Syn Ladislav (1880-??) vystudoval práva a stal se notářem, syn Vilém (1891-??) získal místo jako bankovní úředník. Dospělosti se dožila ještě dcera Albertina (1897-??). Další dvě děti, syn Václav (1878–1879) a dcera Marie (1882–1884), zemřely v útlém věku.